# Lachlan-Valley-Nationalpark
Der Lachlan-Valley-Nationalpark (unter Einbeziehung des Kalyarr-Nationalparks) ist ein Nationalpark im Süden des australischen Bundesstaates New South Wales, 31 Kilometer nordwestlich von Hay und 95 Kilometer westlich von Balranald.
Der Nationalpark befindet sich genau zwischen den Unterläufen von Murrumbidgee River und Lachlan River. Er entstand im Juli 2010 aus der Kombination des früheren Kalyarr-Nationalparks (eröffnet im Juni 2005) mit dem Booligal State Forest, dem McFarlands State Forest, dem Moon Moon State Forest und dem Oxley State Forest. Die vier Staatsforste liegen entlang des unteren Lachlan-Tales. Daher wählte man den Namen „Lachlan-Valley-Nationalpark“. Im südlichen Teil des Parks, dem früheren Kalyarr-Nationalpark, liegt die Siedlung Darcoola am Ende der einzigen und unbefestigten Zufahrtsstraße.